# Sólstafir

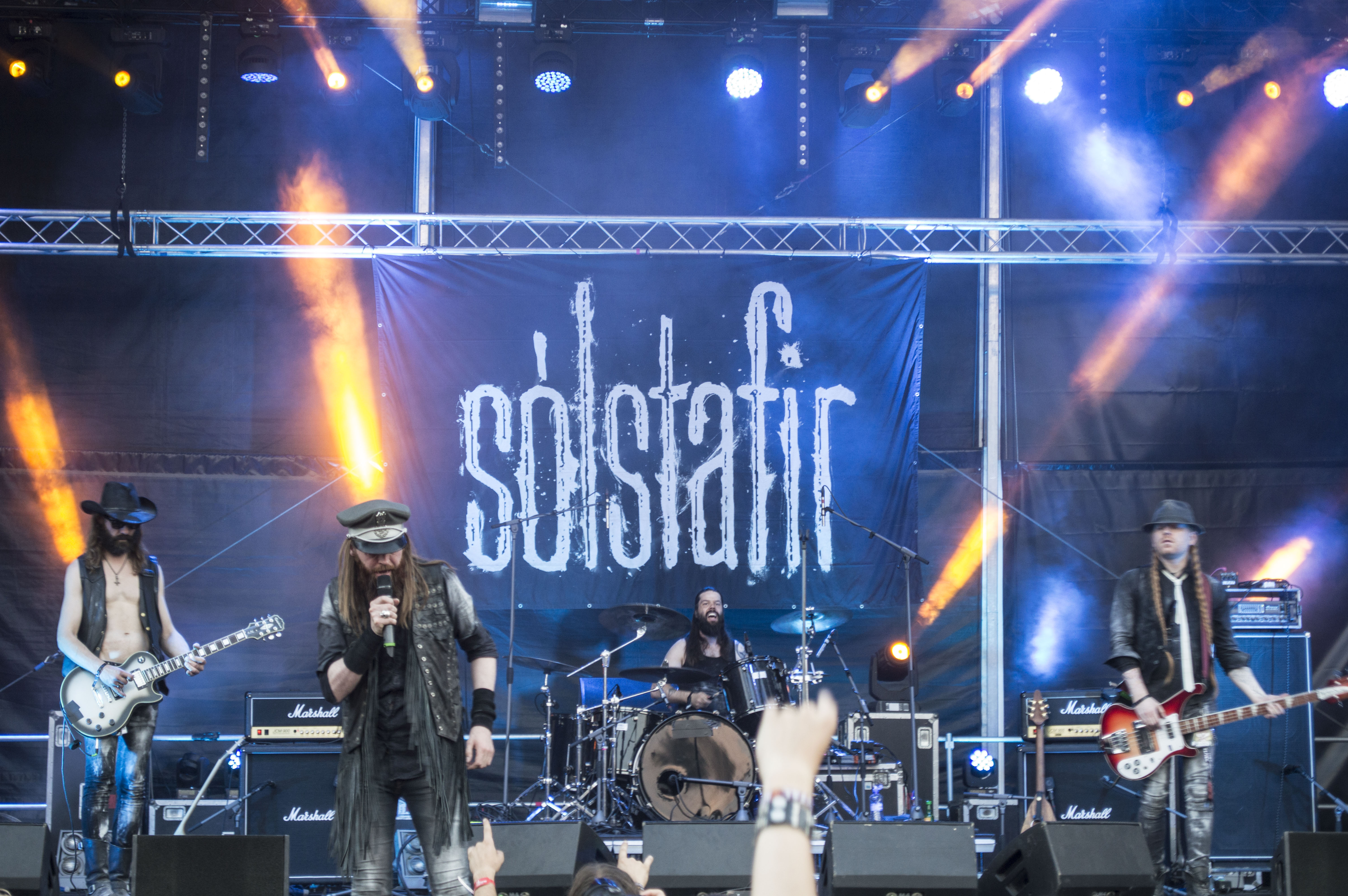
Sólstafir 2015

Sólstafir är en isländsk heavy metal-grupp bildad 1995. Gruppen började som ett black metal-band men har utökat med influenser från bland annat gothrock, klassisk rock och shoegaze. Albumet Svartir sandar från 2011 innebar ett internationellt genombrott.
Guðmundur Óli Pálmason, trumslagare och en av bandets grundare, angav 2015 att han mot sin vilja hade lämnat Sólstafir. De övriga medlemmarna angav "en djup personlig konflikt" som anledning.

## Medlemmar

### Nuvarande medlemmar
- Aðalbjörn "Addi" Tryggvason – gitarr, sång (sedan 1995)
- Sæþór Maríus "Pjúddi" Sæþórsson – gitarr (sedan 1999)
- Svavar "Svabbi" Austmann – bas (sedan 1999)
- Hallgrímur Jón "Grimsi" Hallgrímsson – trummor (sedan 2015)

### Tidigare medlemmar
- Halldór Einarsson – bas (1995–1997)
- Guðmundur "Gummi" Óli Pálmason – trummor (1995–2015)

## Diskografi
Album
- Í blóði og anda, 2002
- Masterpiece of bitterness, 2005 (Spinefarm Records)
- Köld, 2009 (Spinefarm Records)
- Svartir sandar, 2011 (Season of Mist)
- Ótta, 2014 (Season of Mist)
- Berdreyminn, 2017 (Season of Mist)
- Endless twilight of codependent love, 2020 (Season of Mist)
- Hin Helga Kvöl, 2024 (Century Media)

EP
- Til Valhallar, 1996
- Black death, 2002
- Ótta Sampler EP / Bonus: Live at Hellfest 2014, 2014
- Tilberi, 2016
- Silfur-Refur, 2017

Demo
- Í norðri, 1995
- Promo tape September 1997, 1997
- Black Death, 2002
- Promo 2004, 2004